# 第79屆奧斯卡金像獎最佳動畫片角逐名單
←第78屆 - 第79屆 - 第80屆→
本条目是第79屆奥斯卡金像奖最佳動畫片獎的角逐名单。美国电影艺术与科学学会自2001年设立该奖以来，每年都会邀请各動畫製作公司提交他们当年最出色的動畫电影参加最佳動畫片獎评选。
所有被提交的電影必須於2005年10月1日到2006年9月30日期間在製片國家及美國洛杉磯作公開放映，而片長須超過70分鐘；戲中的絕大部分角色必須是由動畫製作出來；及作品中有不少於75%的電影角色須為動畫製作。
學院於2006年11月公佈16部符合入圍資格的動畫電影，而于2007年1月23日公佈最後三強的名單。

## 取消資格事件
在公佈首輪名單後，大會決定取消《亚瑟和他的迷你王国》的參賽資格，原因是該片由動畫製作出來的角色人物是少於奧斯卡規定的75%。
因此，本屆合資格參選動畫電影由16部降至15部，提名名額亦因而變成3個，而非原定的5個。

## 參與國家/地區
| 製作形式 | 國家 / 地區        |
| -------- | ------------------ |
| 獨立製作 | 美国 / 日本 / 法國 |
| 共同製作 | 美国 / 英国 / 德国 |

## 角逐動畫
以下為入選首輪名單的16部動畫電影：
| 製作國家或地區 | 中文片名               | 原片名                    | 語言 | 導演                                            | 結果     |
| -------------- | ---------------------- | ------------------------- | ---- | ----------------------------------------------- | -------- |
| 美国           | 《聯合縮小兵》         | The Ant Bully             | 英語 | John A. Davis                                   | 未提名   |
| 美国 / 德国    | 《瘋狂農莊》           | Barnyard                  | 英語 | Steve Oedekerk                                  | 未提名   |
| 美国 / 德国    | 《好奇猴喬治》         | Curious George            | 英語 | Matthew O'Callaghan                             | 未提名   |
| 法國           | 《亚瑟和他的迷你王国》 | Arthur and the Invisibles | 英語 | 吕克·贝松                                       | 取消資格 |
| 法國           | 《暗黑刑警》           | Renaissance               | 法語 | Christian Volckman                              | 未提名   |
| 美国           | 《洋基小英雄》         | Everyone’s Hero           | 英語 | 克里斯托弗·里夫、Daniel St. Pierre、Colin Brady | 未提名   |
| 英国 / 美国    | 《鼠國流浪記》         | Flushed Away              | 英語 | David Bowers、Sam Fell                          | 未提名   |
| 美国           | 《冰川时代2》          | Ice Age: The Meltdown     | 英語 | 卡洛斯·沙尔丹哈                                 | 未提名   |
| 美国           | 《打獵季節》           | Open Season               | 英語 | Jill Culton、Roger Allers                       | 未提名   |
| 日本           | 《盜夢偵探》           | パプリカ                  | 日語 | 今敏                                            | 未提名   |
| 美国           | 《森林保衛戰》         | Over the Hedge            | 英語 | Tim Johnson、Karey Kirkpatrick                  | 未提名   |
| 美国           | 《心機掃描》           | A Scanner Darkly          | 英語 | 理查德·林克莱特                                 | 未提名   |
| 美国           | 《獸猛猛奇兵》         | The Wild                  | 英語 | Steve Williams                                  | 未提名   |
| 美国           | 《怪怪屋》             | Monster House             | 英語 | Gil Kenan                                       | 提名     |
| 美国           | 《汽車總動員》         | Cars                      | 英語 | 约翰·拉塞特                                     | 提名     |
| 美国 /         | 《快樂腳》             | Happy Feet                | 英語 | 乔治·米勒                                       | 获奖     |

## 外部連結
- 學院獎的官方網站 （页面存档备份，存于）